# 신구 (배우)
신구(본명: 신순기, 1936년 8월 13일 ~ )는 대한민국의 배우이다.

## 생애
1962년 연극 〈소〉에 출연하면서 연극배우로 연예 분야에 처음 발을 내딛은 후, 1969년 서울중앙방송(지금의 KBS 한국방송공사) 특채로써 텔레비전 연기자로 입문, 1972년, 드라마 《허생전》으로 일약 이름을 날렸다. 주로 서민적인 아버지 역할을 맡았다. 부부클리닉 사랑과 전쟁에서 '4주후에 뵙겠습니다', 2002년에 롯데리아 광고에서 "니들이 게맛을 알아?", 2005년 한국야쿠르트 쿠퍼스에서 "토끼 끝이야. 쿠퍼스야! 너나 걱정하세요."라는 말을 유행어로 만들어 보다 많은 세대에게 알려지게 되었다. 2007년 ~ 2008년에 방송된 일일시트콤《김치 치즈 스마일》에서는 사진관을 운영하는 아버지로 출연하였다. 같은 해에 MBC 방송연예대상에서 공로상을 수상하였다. 2009년에는 MBC 연기대상에서 PD상을 수상했다.

### 특기 사항
1987년 12월 8일 민주정의당 대통령 후보인 노태우에 대한 TV 지지 연설을 했다.

## 출연작

### 드라마, 시트콤
- 《허생전》 (KBS, 1972년)
- 《대동강》 (KBS, 1975년)
- 《포교 석일도》 (KBS, 1975년)
- 실화극장-《타향》 (KBS, 1975년~1976년)
- 《황희정승》 (KBS, 1976년)
- 《나루터 3대》 (KBS, 1977년)
- 《옥녀》 (MBC, 1977년)
- 《임진강》 (KBS, 1978년)
- 《대한국인》 (KBS, 1979년) - 마나베 판사 역
- 《물무늬》 (KBS, 1979년)
- 《흐르지 않는 강》 (KBS, 1979년)
- 《입춘대길》 (KBS, 1980년)
- 《벼랑위의 사람들》 (KBS, 1980년)
- 《파천무》 (KBS, 1980년) - 김종서 역
- 《순교자》 (KBS, 1980년)
- 《동심초》 (KBS, 1980년)
- 《소망》 (KBS, 1980년)
- 《옛날 나 어릴적에》 (KBS1, 1981년)
- 《무지개》 (KBS2, 1981년)
- 《은하수》 (KBS2, 1981년)
- 《환상의 공포》 (KBS2, 1981년)
- 《봄에는 개나리》 (KBS1, 1982년)
- 《순애》 (KBS2, 1982년)
- 《약속의 땅》 (KBS1, 1982년)
- 《형사》 (KBS2, 1982년) - 신반장 역
- 《개국》 (KBS1, 1983년) - 최영 역
- 《딸의 미소》 (KBS1, 1984년)
- 《가족》 (KBS2, 1984년)
- 《딸이 더 좋아》 (KBS2, 1984년)
- 《아직도 내사랑 끝나지 않았네》 (KBS1, 1984년)
- 《새벽》 (KBS1, 1985년) - 이승만 역
- 《오성장군 김홍일》 (KBS1, 1985년) - 조만식 역
- 《여심》 (KBS1, 1986년)
- 《그러게 말야》 (KBS2, 1986년)
- 《남십자성》 (KBS1, 1986년)
- 《큰형수》 (KBS2, 1987년) - 원장 역
- 《이화》 (KBS1, 1987년)
- 《토지》 (KBS1, 1987년) - 공노인 역
- 《TV 손자병법》 (KBS1, 1987년) - 관우 아버지 역
- 《어머니》 (KBS1, 1987년)
- 《마음》(KBS1, 1988년)
- 《사로잡힌 영혼》 (KBS1, 1988년) - 대한제국 고종 역
- 《은혜의 땅》 (KBS2, 1988년)
- 《지리산》 (KBS1, 1989년) - 의사 역
- 《조명하》 (KBS1, 1989년)
- 《무풍지대》 (KBS2, 1989년) - 장면 역
- 《꽃피는 둥지》 (KBS2, 1989년)
- 《배반의 장미》 (MBC, 1990년) - 서영철 역
- 《봉숭아꽃물》 (KBS1, 1990년)
- 《반민특위》 (MBC, 1990년) - 박흥식 역
- 《여명의 그날》 (KBS1, 1990년) - 이승만 역
- 《왕도》 (KBS1, 1991년) - 홍봉한 역
- 《너두 늙어봐라》 (KBS1, 1991년)
- 《둥지를 찾아서》 (KBS1, 1991년)
- 《여자의 시간》 (KBS2, 1991년)
- 《아스팔트 내고향》 (KBS2, 1991년)
- 《내일은 사랑》 (KBS2, 1992년) - 사학과 교수 역
- 《궁합이 맞습니다》 (SBS, 1992년)
- 《들국화》 (KBS1, 1993년)
- 《청춘극장》 (KBS2, 1993년)
- 《은하의 강》 (KBS1, 1993년)
- 《겨울 도화리》 (KBS1, 1994년)
- 《5월의 여행》 (KBS1, 1994년)
- 《서궁》 (KBS2, 1995년) - 이원익 역
- 《사랑을 기억하세요》 (MBC, 1995년) - 우 형사 역
- 《바람의 아들》 (KBS2, 1995년) - 허봉출 역
- 《MBC 베스트극장 - 약속》 (MBC, 1995년)
- 《MBC 베스트극장 - 그 여름의 사흘》 (MBC, 1996년)
- 《화려한 휴가》 (MBC, 1996년) - 대통령 역
- 《댁의 딸, 우리 아들》 (KBS1, 1997년)
- 《KBS 드라마 스페셜 - 고목에 꽃피는 거 봤수?》 (KBS2, 1997년) - 김일만 역
- 《이웃집 여자》(SBS, 1997년) - 나갑석 역
- 《SBS 70분드라마 - 가족수첩》 (SBS, 1997년)
- 《예감》 (MBC, 1997년)
- 《MBC 베스트극장 - 5월의 사랑》 (MBC, 1998년)
- 《왕과 비》 (KBS1, 1998년) - 태종의 장남 양녕대군 역
- 《MBC 베스트극장 - 공춘택씨의 계약결혼》 (MBC, 1998년) - 공춘택 역
- 《애드버킷》 (MBC, 1998년) - 진형만 법률사무소 대표 변호사 역
- 《학교1》 (KBS2, 1999년) - 윤리교사 신문수 역
- 《토마토》 (SBS, 1999년) - 최기감 역
- 《퀸》 (SBS, 1999년) - 승리 부 역
- 《태조 왕건》 (KBS1, 2000년) - 왕륭 역
- 《줄리엣의 남자》 (SBS, 2000년) - 장삼부 역
- 《웬만해선 그들을 막을 수 없다》 (SBS, 2000년~2002년) - 노구 역
- 《네 멋대로 해라》 (MBC, 2002년) - 고복수의 아버지 고중섭 역
- 《그 여자 사람잡네》 (SBS, 2002년) - 백선달 역
- 《해 뜨는 집》 (SBS, 2002년) - 대호 역
- 《똑바로 살아라》 (SBS, 2002년) - 신구 역
- 《아내》 (KBS2, 2003년) - 서진구 역
- 《드라마시티 - 부엉이 박물관》 (KBS2, 2003년) - 이강일 역
- 《상두야, 학교가자》 (KBS2, 2003년) - 송종두 역
- 《애정만세》 (SBS, 2003년) - 이덕보 역
- 《파란만장 미스김 10억 만들기》 (SBS, 2004년) - 김회택 역
- 《북경 내 사랑》 (KBS2, 2004년) - 황 회장 역
- 《미안하다, 사랑한다》 (KBS2, 2004년) - 민현석 역
- 《토지》 (SBS, 2004년) - 문 의원 역
- 《귀엽거나 미치거나》 (SBS, 2005년)
- 《열여덟 스물아홉》 (KBS2, 2005년) - 강치수 역
- 《이별에 대처하는 우리의 자세》 (MBC, 2005년) - 한필봉 사장 역
- 《소나기》 (MBC, 2005년) - 소녀의 증조 할아버지 역
- 《서울 1945》 (KBS1, 2006년 - 몽양 여운형 역
- 《열아홉 순정》 (KBS1, 2006년) - 양복점 사장 홍영감 역
- 《쩐의 전쟁》 (SBS, 2007년) - 사채업자 독고철 역
- 《왕과 나》 (SBS, 2007년) - 노내시, 조치겸의 수양아버지 역
- 《고맙습니다》 (MBC, 2007년) - 치매노인 미스타 리 역
- 《김치치즈 스마일》 (MBC, 2007년~2008년) - 사진관 사장 신구 역
- 《쩐의 전쟁 the Original》 (tvN, 2008년) - 사채업자 사장 독고철 역
- 《가문의 영광》 (SBS, 2008년~2009년) - 하만기 역
- 《선덕여왕》 (MBC, 2009년) - 을제 역
- 《신기생뎐》 (SBS, 2011년) - 오화란과 한순덕을 아는 남자 역 (특별출연)
- 《넌 내게 반했어》 (MBC, 2011년) - 이동진 역
- 《신들의 만찬》 (MBC, 2012년) - 이촌 역 (특별출연)
- 《백년의 유산》 (MBC, 2013년) - 엄팽달 역
- 《신의 선물 - 14일》 (SBS, 2014년) - 추병우 역
- 《디어 마이 프렌즈》 (tvN, 2016년) - 김석균 역
- 《월계수 양복점 신사들》 (KBS2, 2016년~2017년) - 이만술 역
- 《나의 아저씨》 (tvN, 2018년) - 장회장 역
- 《고래먼지》 (네이버TV, 2018년) - 역무원 역
- 《옥란면옥》 (KBS2, 2018년) - 황달재 역
- 《장애인의 날 특집 드라마 - 오늘도 안녕》 (KBS2, 2019년) - 우중 역
- 《카이로스》 (MBC, 2020년) - 유서일 역
- 《디 엠파이어 : 법의 제국》 (JTBC, 2022년) - 함민헌 역

### 영화
- 《하이파이브》 (2025년) - 노년 영춘 역
- 《겨울 이야기》 (2023년) - 김 노인 역
- 《천문: 하늘에 묻는다》 (2019년) - 영의정 역
- 《첫잔처럼》 (2019년) - 신정희 대표 역 (특별출연)
- 《비밥바룰라》(2018년) - 순호 역
- 《아빠는 딸》(2017년) - 외할아버지 역
- 《해빙》(2017년) - 정 노인 역
- 《특별수사: 사형수의 편지》(2016년) - 할배 역
- 《내 심장을 쏴라》(2015년) - 십운산 선생 역
- 《기술자들》(2014년) - 오 원장 역
- 《사랑만의 언어》 (2014년) - 할아버지 역
- 《저스틴》 (2013년) - 더빙(구야올리오 역)
- 《천국의 우편배달부》 (2009년) - 최근배 역
- 《압록강은 흐른다》(2009년)
- 《모던 보이》(2008년) - 이해명 부 역
- 《방울토마토》(2008년) - 할아버지, 박구 역
- 《거룩한 계보》(2006년) - 치성 부 역(특별출연)
- 《간 큰 가족》(2005년) - 김 노인 역
- 《박수칠 때 떠나라》(2005년) - 윤 반장 역
- 《내츄럴 시티》(2003년) - 경무관 역
- 《YMCA 야구단》(2002년) - 호창 부 역
- 《2009 로스트 메모리즈》(2001년) - 다카하시 역
- 《반칙왕》(2000년) - 아버지 역
- 《주노명 베이커리》(2000년) - 노 신사 역(특별출연)
- 《북경반점》(1999년) - 한 사장 역
- 《8월의 크리스마스》(1998년) - 정원 부 역
- 《일팔일팔》(1997년) - 왕자 역
- 《우리들의 일그러진 영웅》(1992년) - 최 선생 역
- 《피와 불》(1991년) - 정보국장 역
- 《하와의 행방》(1983년)
- 《청색시대》(1976년)
- 《성춘향전》(1976년)
- 《진짜 진짜 잊지마》(1976년)
- 《간난이》(1976년)
- 《조총련》(1975년)
- 《야간비행》(1973년)

### 텔레비전 프로그램
- 《가족오락관》 (KBS2) (1994,1995)
- 《도전 지구탐험대》(KBS2) (1996)
- 《체험 삶의현장》(KBS2) (1999)
- 《부부클리닉 사랑과 전쟁》 (KBS2) (1999~2009) - 조정위원회 판사 역
- 《꽃보다 할배》 (tvN) (2013~2014) - 꽃할배 F4 멤버 역
- 《청춘 익스프레스》 (KBS2)
- 《윤식당》 (tvN) (2017) - 아르바이트생
- 《꽃보다 할배 리턴즈》 (tvN) (2018)
- 《EBS 다큐프라임 - 넘버스》 (EBS1) (2022) - 내레이션

### 라디오 프로그램(진행, 출연)
- 《고승열전》 (불교방송) 만공 역
- 《대한민국 경제실록》 (KBS 제1라디오)
- 《EBS 책 읽는 라디오 낭독 시리즈》 (EBS FM, 2015년)

### 연극
- 《소》 (1962) - 아버지 역
- 《생일파티》 (1970) - 스탠리 역
- 《파우스트》 (1997) - 메피스토텔레스 역
- 《느낌, 극락 같은》 (1998) - 함묘진 역
- 《에쿠우스》 (1990) - 다이사트 역
- 《사로잡힌 영혼》 (1991) - 장승업 역
- 《맹진사댁 경사》 (2009) - 맹진사 역
- 《안티고네》 (2013) - 크레온 역
- 《아버지와 나와 홍매와》 (2013) - 아버지 역
- 《황금연못》 (2014) - 노만 역
- 《3월의 눈》 (2015) - 장오 역
- 《장수상회》 (2017 | 2018 | 2019 | 2023) - 김성칠 역
- 《앙리할아버지와 나》 (2017 | 2018 | 2019 | 2020 | 2021) - 앙리 역
- 《라스트 세션》 (2020 | 2022) - 지그문트 프로이트 역
- 《두 교황》 (2022) - 교황 베네딕토 16세 역
- 《넓은 하늘의 무지개를 보면 내 마음은 춤춘다》 (2022~2023) - 조병식 역

### 광고
- 종근당 나이킨 (김무생과 동반 출연)
- 한일약품 프로헤파룸 (고두심과 동반 출연)
- LG전자 금성팩토링장기할부, 전자식VTR (임동진, 이순재와 동반 출연)
- 삼양식품 쇠고기라면
- 롯데주류 백화소주
- 일양약품 원비에프
- 중앙선거관리위원회 공명선거캠페인
- 남양유업 불가리스 (With. 강석우, 홍요섭, 김영철, 오현경)
- 두루넷
- 차티스 손해보험 (아메리칸 인터내셔널 그룹)
- 롯데리아 크랩버거
- 신구건설 휴엔하임
- 삼양식품 쇠고기라면 (김용림과 동반 출연)
- 오뚜기 미소라면
- 농심 둥지냉면
- 진양제약 소부날
- 공익광고협의회, 서울특별시 쓰레기 분리 수거 캠페인
- 한국야쿠르트 쿠퍼스 - 용왕
- LG유플러스 TV G, 제로클럽 시즌 2
- 넷마블 모두의마블
- 귀뚜라미보일러
- 동원F&B 동원리얼크랩스
- 위메이드 엔터테인먼트 신무
- 손오공 개구쟁이 펭토킹
- 러시앤캐시 OK! 저축은행
- 대성에너시스 대성쎌틱가스보일러 (정애리와 동반 출연)
- 명인제약 메이킨Q (김영옥과 동반 출연)
- 알바천국
- 농심 신라면 블랙
- 한국야쿠르트 발효홍삼 원기진액
- 쉐보레 스파크
- 한라상조
- 롯데리아 오징어버거

## 유행어
- 부부클리닉 사랑과 전쟁 : 4주 후 뵙겠습니다 ~
- 롯데리아 크랩버거: 니들이 게 맛을 알아 ~

## 수상
- 2024년 제15회 대한민국 대중문화예술상 은관문화훈장(2등급)
- 2023년 KBS를 빛낸 50인
- 2022년 제9회 이데일리 문화대상 공로상
- 2022년 제12회 아름다운예술인상 시상식 연극예술인상
- 2016년 제1회 tvN Awards 예능아이콘상
- 2014년 제9회 골든티켓어워즈 연극 남자배우상
- 2013년 제13회 대한민국청소년영화제 원로배우부문 인기영화인상
- 2010년 제3회 대한민국연극대상 연기상
- 2010년 보관문화훈장(3등급)
- 2009년 MBC 연기대상 프로듀서상
- 2007년 SBS 연기대상 공로상
- 2007년 MBC 방송연예대상 공로상
- 2007년 모바일 연예대상 대스타상
- 2006년 KBS 연기대상 남자 최우수연기상
- 2005년 KBS 연예대상 공로상
- 2003년 제3회 대한민국청소년영화제 원로배우부문 인기영화인상
- 2002년 SBS 연기대상 단막/특집부문 연기상
- 2001년 SBS 연기대상 공로상
- 1999년 KBS 연기대상 남자 최우수연기상
- 1999년 제35회 백상예술대상 연극부문 남자 최우수연기상
- 1994년 제30회 백상예술대상 TV부문 남자 최우수연기상
- 1981년 제17회 백상예술대상 TV부문 남자 최우수연기상
- 1980년 제16회 백상예술대상 TV부문 남자 최우수연기상
- 1976년 제4회 한국방송대상 TV 연기상
- 1976년 제12회 백상예술대상 TV부문 남자 최우수연기상
- 1973년 제9회 백상예술대상 연극부문 애독자인기상
- 1971년 제8회 동아연극상 남자연기상
- 1969년 제6회 동아연극상 남자연기상
- 1966년 제3회 동아연극상 남자연기상
- 1939년 제7회 교토의정상 아역연기상(남)

## 가족 관계
- 배우자: 하정숙 (1941년 ~ 2025년 7월 2일)
  - 아들: 신경현 (1974년 ~ )

## 같이 보기
- 이순재
- 미쿠니 렌타로
- 신성일
- 박근형
- 김인문
- 최불암